# Juana de Lothen
Juana de Lothen fue una religiosa alemana del siglo XII que llegó a priora del monasterio de Lothen. Es recordada por la calidad de sus tapicerías.
Judy Chicago la incluyó en su obra The Dinner Party.